# سيركو
سيركو جروب بي أل سي هي شركة بريطانية مقرها الرئيسي في هوك، هامبشاير، إنجلترا. تستمد سيركو الدخل في المقام الأول كمقاول لتقديم الخدمات الحكومية،  بشكل بارز في قطاعات الصحة، والنقل، والعدالة، والهجرة، والدفاع، وخدمات المواطنين.
يتم إنشاء غالبية مبيعات سيركو من عمليات المملكة المتحدة، ولكن الشركة تعمل أيضًا في أوروبا القارية والشرق الأوسط ومنطقة آسيا والمحيط الهادئ وأمريكا الشمالية. تدير سيركو أكثر من 500 عقد حول العالم، وتوظف أكثر من 50000 شخص. وهي مدرجة في بورصة لندن وهي أحد مكونات مؤشر FTSE 250 .
في يوليو 2019، تم فرض غرامة قدرها 19.2 مليون جنيه إسترليني على شركة سيركو بتهمة الاحتيال والمحاسبة الكاذبة على خدمة وضع العلامات الإلكترونية التابعة لوزارة العدل. كما أمرت الشركة بدفع تكاليف التحقيق لمكتب مكافحة الاحتيال الخطير البالغة 3.7 مليون جنيه إسترليني. كما اتُهمت الشركة بالتستر الشامل على الاعتداء الجنسي على المهاجرين في مركز إزالة الهجرة وود في يارل في بيدفوردشاير،  والفشل، جنبًا إلى جنب مع شركائها في الكونسورتيوم، في تطوير إستراتيجية لإدارة النفايات المشعة عالية النشاط في مؤسسة الأسلحة الذرية.

## روابط خارجية
- الموقع الرسمي
- شركات سيركو في الشركات المفتوحة